# Lumbrineris paucidentata
Lumbrineris paucidentata är en ringmaskart som beskrevs av Treadwell 1921. Lumbrineris paucidentata ingår i släktet Lumbrineris och familjen Lumbrineridae. Inga underarter finns listade i Catalogue of Life.